# Наркотик

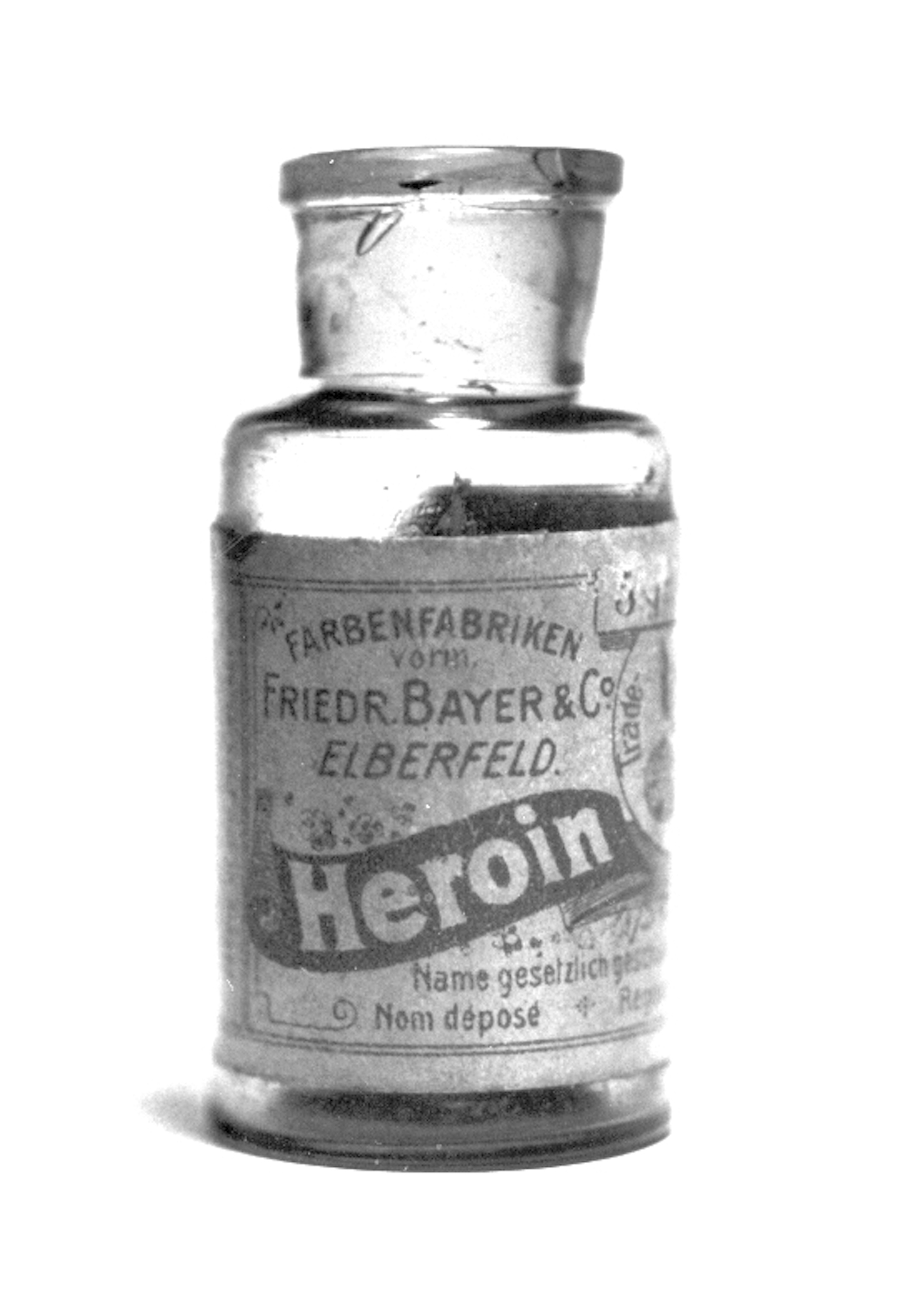
Аптечне пакування героїну, XIX століття

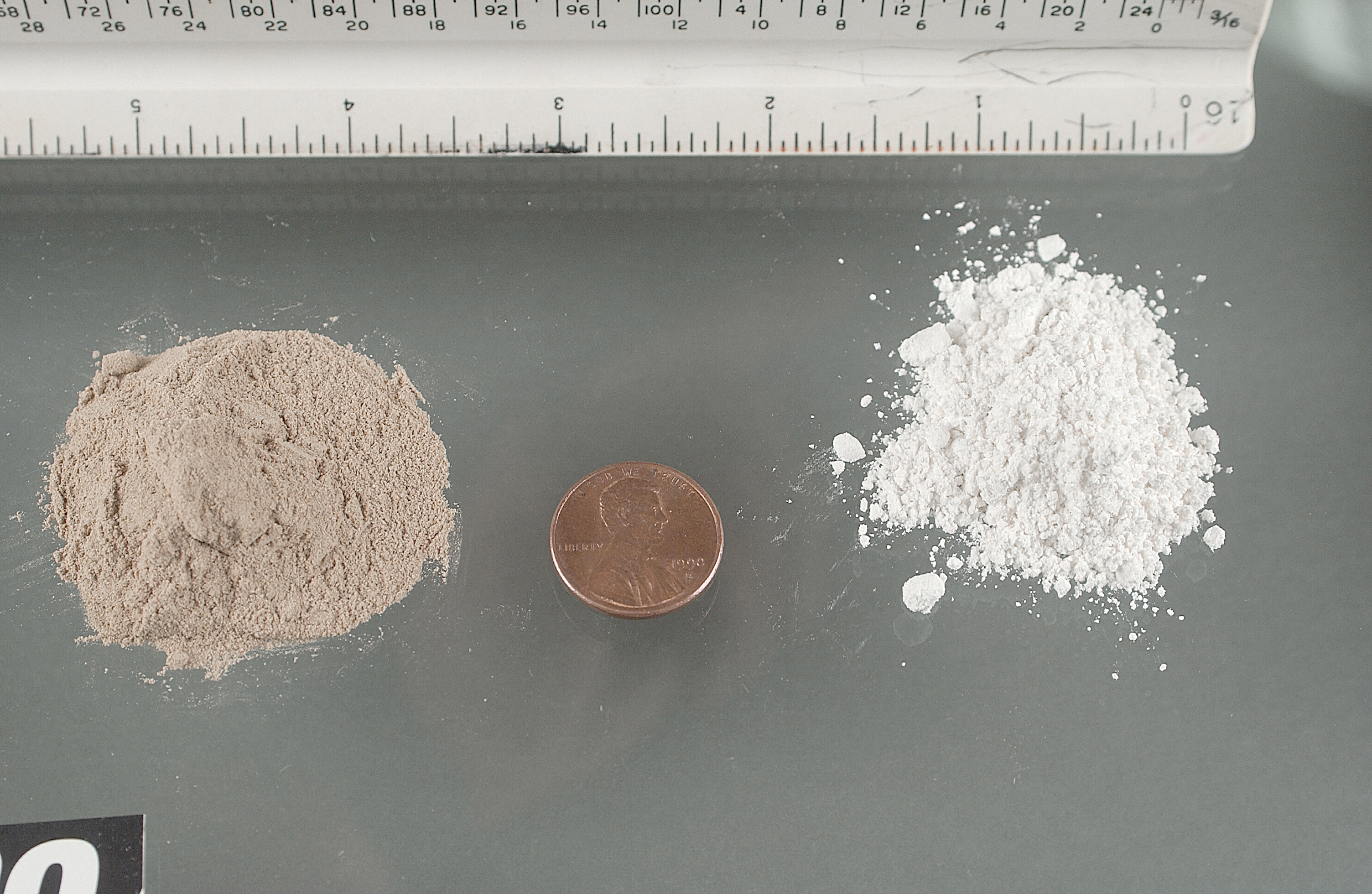
Героїн

Нарко́тик (від дав.-гр. ναρκῶ — призводити до заніміння, заціпеніння; дав.-гр. ναρκωτικός — запаморочливий) — субстанція природних чи штучних речовин, що збуджують або пригнічують центральну нервову систему, які здатні викликати фізичну та психічну залежність. Наркотики зв'язуються з рецепторами, специфічними для кожного з них, їх цільовими системами нейромедіаторів і викликають внутрішньоклітинні зміни.
Хімічні речовини рослинного або синтетичного походження, що викликають нечутливість до болю або змінюють сприйняття болю і спричиняють зміни психічного стану людини, а в разі систематичного вживання — залежність від них. Наркотик зв'язується з рецепторами нейронів і може викликати підвищення настрою, безпідставну веселість — ейфорію, незвичні емоційні стани, психічне збудження, надмірну сонливість, а іноді змінені стани свідомості та галюцинації. У небезпечних випадках психічні стани можуть бути цілком нереалістичними, може змінюватися відчуття власного тіла, відбуватися деперсоналізація і дереалізація, зникати межі часу і простору.

## Визначення терміна

### Згідно з Всесвітньою організацією охорони здоров'я
Наркотик — хімічний агент, що викликає ступор, ко́му або нечутливість до болю. Термін зазвичай відноситься до опіатів або опіоїдів, які називають наркотичними анальгетиками

### В Україні
Офіційним визнанням речовини наркотичною в Україні є включення її до переліку наркотиків наказом міністра охорони здоров'я.
Термін «наркотична речовина» включає три критерії:
1. медичний;
2. соціальний;
3. юридичний.

Вони також взаємопов'язані з юридичної точки зору: речовина визнається наркотиком лише тоді, коли вона відповідає всім трьом критеріям.
- Медичний критерій полягає в тому, що речовина повинна мати специфічний вплив на ЦНС (стимулюючий, седативний, галюциногенний тощо), що є безпосередньою причиною немедичного використання.
- Соціальний критерій передбачає, що немедичне вживання відповідного наркотику набуває таких масштабів, які становлять серйозну суспільну небезпеку.
- Юридичний критерій ґрунтується на обох вищезазначених критеріях і вимагає, щоб речовина, про яку йде мова, була внесена до списку наркотиків у законодавчому порядку.

### Класифікація психоактивних речовин[5]
- седативні: опіоїди[6][7], барбітурати, транквілізатори та ін.;
- психостимулюючі препарати: кокаїн, стимулятори класу амфетамінів, α-PVP[8], мефедрон та ін.;
- галюциногенні: ЛСД, ДМТ (DMT)[9], DOM[de][10], DOB(інші мови)[11], 2C[de][12][13] (група речовин), серія 25-NB(інші мови)[14] тощо;
- емпатогени: MDA, MDMA (екстазі), іботенова кислота[15] і мусцимол;
- Дисоціативи: декстрометорфан, кетамін, метоксетамін, фенциклідин[16][17] («ангельський пил»);
- Деліріанти: апрофен (тарен), тригексифенідил;
- інгалянти (летючі речовини, що викликають наркотичне сп'яніння): поперси, толуол, трихлоретилен та ін.;
- інші: канабіс (діючі речовини — канабіноїди)[18][19], алкоголь[20], тютюн, допінг (форма зловживання недоброчесними спортсменами для покращення своїх результатів[21]).

### Наркотичні препарати
За критерієм небезпеки наркотики поділяються на:
- особливо небезпечні наркотичні засоби (що призводять до синдрому фізичної залежності): «крокодил», героїн (діацетилморфін), морфін[22], опій, опій ацетильований, макова солома, концентрат з макової соломи[23], дигідроеторфін, еторфін, реміфентаніл, метадон, трамадол тощо;[24]
- небезпечні наркотичні засоби (які призводять до синдрому психічної залежності): кокаїн, листя коки, крек, стимулятори класу амфетамінів (амфетамін (фенамін), метамфетамін), α-PVP, марихуана, смола канабісу, гашиш, екстракти і настойки канабісу тощо;

- наркотичні засоби рослинного походження (природні): наприклад морфін (його витягують зі снодійного маку), кокаїн (міститься в листі кокаїнових кущів), канабіс;
- наркотичні засоби напівсинтетичного походження, що синтезуються з рослинної сировини: наприклад героїн, ЛСД;
- наркотичні засоби синтетичного походження, що синтезовані з хімічних речовин у лабораторіях: наприклад MDMA (екстазі), фентаніл, DOB(інші мови), фенциклідин;
- фармацевтичні препарати, які стають незаконними в результаті їх витоку із сфери законного використання чи застосування: наприклад морфій, кетамін.

## Історія
В Іспанії галюциногени вживали вже 3000 років тому. На Сході існує тисячолітня традиція вживання класичних наркотиків. Приблизно в XIV столітті до нашої ери опіум використовували в релігійних цілях.

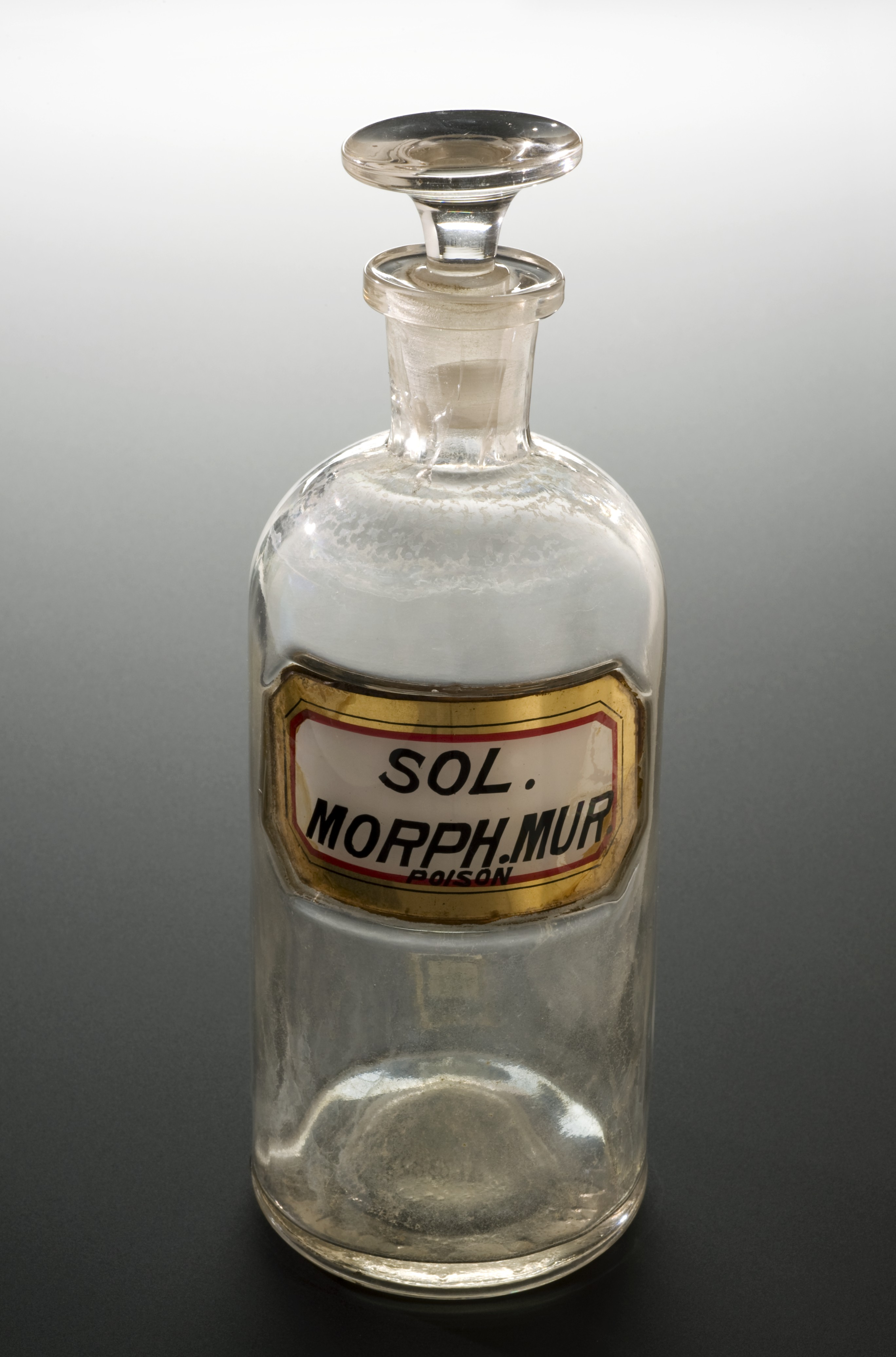
Напис SOL. MORPH. MUR. означає «Розчин морфію», який використовувався як знеболювальний засіб і, за іронією долі, іноді призначався для лікування алкогольної або опіумної залежності.

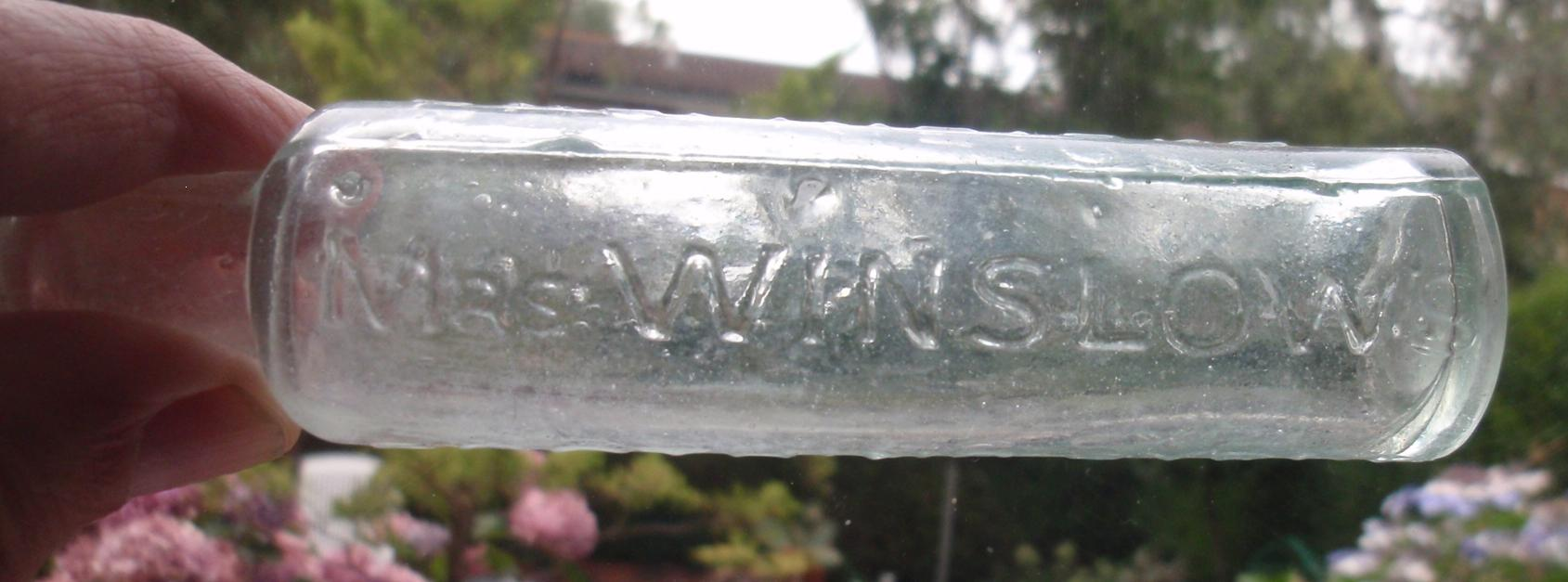
Пляшка з безбарвного скла завдовжки близько 12,5 см має рельєфний напис MRS WINSLOW'S; на ній є ще три написи, яких не видно на цій фотографії: SOOTHING SYRUP, CURTIS & PERKINS і PROPRIETORS.

У 1804 році Фрідріх Зертюрнер у Німеччині виділив морфін з опіуму. У 1860 році німець Альберт Німан виділив хлоргідрат кокаїну з листя коки. У XIX столітті кокаїн використовували в медичних цілях, як місцевий анестетик у стоматології, хірургії очей та невеликих операціях, та під час невеликих операцій, а також у льодяниках і пастилках для полегшення болю в горлі. У XIX столітті Заспокійливий сироп місіс Вінслоу міг стати причиною смерті деяких немовлят в Америці, які, ймовірно, померли від передозування; батьки могли не знати, що сироп містить морфін, оскільки його продавали як «чудодійний засіб» для полегшення болю при прорізуванні зубів. У Російській імперії, в Туркестані, місцеві жителі вживали кукнар (спиртний напій, виготовлений шляхом замочування у воді висушених і потовчених коробочок маку). Раніше психіатри використовували морфін та опіум, щоб контролювати своїх пацієнтів, але вони нічого не виліковували, а навпаки, викликали сильну залежність. Опіат героїн, набагато сильніший за морфін, був синтезований у 1874 році англійським хіміком і фізиком Чарльзом Ромлі Елдером Райтом. Під час Першої світової війни універмаги, такі як Harrods, продавали набори зі шприцами, голками та трубками, наповненими кокаїном і героїном, які рекламувалися як подарунки для солдатів на фронті, щоб зробити життя в окопах більш терпимим і полегшити жахи війни. Під час Другої світової війни американські солдати та їхні супротивники, японські пілоти-камікадзе, використовували метамфетамін для виконання смертельно небезпечних завдань. У 1966 році дослідницька лабораторія Reckitt & Colman в Англії синтезувала бупренорфін; внутрішньовенна форма була представлена в 1978 році, а сублінгвальна версія стала доступною в 1982 році; бупренорфін використовується для полегшення сильного і хронічного болю і лікування опіоїдної залежності.
Ірландський лікар Френсіс Рінд винайшов порожнисту голку в 1844 році. Французький лікар Шарль-Габріель Праваз у 1853 році винайшов шприц з поршнем, який був розроблений для введення коагулянту в аневризми. Шотландський лікар Олександр Вуд використовував підшкірний шприц для введення морфіну гідрохлориду пацієнтам. Ці пристрої дозволяли контролювати дозування препарату та його негайну дію через пряме потрапляння в кров.

## Поширення наркотиків

Кількість залежних людей на 100 000 населення 2002 року, за країнами. Найсвітліший тон — менше 40, найтемніший — понад 440 осіб.

Навчившись виділяти активні інгредієнти опіуму і синтезувати нові похідні, хіміки і фармакологи мимоволі сприяли поширенню наркоманії.
В Європі вибух наркоманії стався в 1840-х роках, коли в Англії були вжиті заходи по боротьбі з алкоголізмом. У той час фармацевти в Манчестері виробляли опіумні пігулки для робітників, які не могли дозволити собі алкоголь, що зростав у ціні. У 1845 році психіатр Жак-Жозеф Моро заснував у Парижі клуб любителів гашишу. Серед членів цього клубу були Артюр Рембо, Віктор Гюго, Ежен Делакруа, Жерар де Нерваль, Олександр Дюма, Оноре де Бальзак, Теофіль Готьє, Шарль Бодлер. Зигмунд Фрейд дізнався про кокаїн у 1884 році зі статті, опублікованої в німецькому медичному журналі. Він почав вживати невеликі дози кокаїну «від депресії та розладу травлення». Він рекомендував кокаїн друзям і колегам, а також своїй родині, і вихваляв його в листах до своєї нареченої Марти Бернайс. У середині 1800-х років емігранти з Китаю заразили Новий світ пристрастю до куріння опіуму. Використання морфію під час Громадянської війни в США для анестезії при пораненнях призвело до поширення морфінізму. Відома компанія вірменського бізнесмена Закар'яна, заснована в Каїрі в 1925 році, постачала героїн і морфій до Європи у вигляді килимів. Найважливішою на Далекому Сході і в США до Другої світової війни була фірма грека Епіопулоса. В Ірландії спалахнула епідемія ефірної залежності (яка, втім, призвела до відкриття загального наркозу). Під час війни в Росії кокаїн легально продавався в аптеках, був популярнішим за морфій і вважався «королем наркотиків». У США в 1920-1930-х роках часів сухого закону багато хто у робітників латиноамериканського походження перейняв звичку курити марихуану. На початку 1980-х років у бідних міських кварталах з'явився крек-кокаїн — суміш солей кокаїну з харчовою содою, яка відокремлює від розчину тверді маси кристалів кокаїну, що вживається шляхом куріння.
Нелегальний ринок розповсюдження наркотиків у його сучасному вигляді з'явився нещодавно. Найдоступнішими на чорному ринку є наркотики хімічного виробництва. Дизайнерськими наркотиками зазвичай називають різні варіації модифікацій молекули амфетаміну, перероблені для того, щоб обійти закон і отримати додаткові ефекти.
26 червня — Міжнародний день боротьби зі зловживанням наркотиками та їх незаконним обігом.

## Дія наркотиків

### Опіати
Люди, які вживають героїн, відчувають заціпеніння («кайф»). Пізніше вони можуть відчувати інші ефекти, такі як прилив тепла до шкіри, сухість у роті та відчуття важкості в руках і ногах. Вони також можуть відчувати сильний свербіж, нудоту і блювоту. Після цих початкових ефектів сонливість зазвичай триває кілька годин, а дихання сповільнюється. Неодноразове вживання героїну може призвести до толерантності: споживачам потрібно все більше і більше наркотику для досягнення того ж ефекту, і з часом, при більш високих дозах, організм стає залежним від героїну. Регулярне вживання героїну може призвести до залежності протягом двох-трьох тижнів. Смерть від передозування героїну — часте явище. У разі передозування споживачі стають надзвичайно сонними, можуть втратити свідомість і перестати дихати.
У 1970-х роках дослідники детально вивчили механізм дії опіатів. За хімічними характеристиками вони мають багато спільного з ендорфінами, які виробляються в організмі людини природним шляхом і мають здатність зменшувати біль, подібно до опіатів, а також впливати на емоційний стан. «Ендогенні наркотики» діють м'яко та умісно.

### Амфетаміни
Амфетаміни («Бензендрин») застосовували в роки Другої світової війни для подолання втоми солдатів. Бензедринові інгалятори призначалися для тих, хто страждає на сінну лихоманку, астму або закладеність носа. Кожен інгалятор був «запакований амфетаміном». Шматочок марлі всередині містив 32,5 грама бензедрину. Люди ламали трубку, жували і ковтали її, або змішували бензедрин з водою і робили собі ін'єкції. У 70-х роках цей препарат лікарі приписували для зниження апетиту і схуднення.
Амфетаміни використовують для лікування таких проблем зі здоров'ям, як ожиріння, нарколепсія або синдром дефіциту уваги та гіперактивності. Амфетаміни стимулюють увагу та фізичну активність, знімають втому, пригнічують апетит, покращують настрій і мислення, а також дають змогу почуватися добре. Внутрішньовенна ін'єкція амфетаміну у великих дозах викликає раптовий спалах насолоди (ейфорії). Однак тривале вживання амфетамінів може призвести до гострої дистонії та порушення нормальних психічних процесів.